# Šikunej Chisachon
Šikunej Chisachon (hebrejsky: שיכוני חיסכון) je čtvrť v jihozápadní části Tel Avivu v Izraeli. Je součástí správního obvodu Rova 7 (Jaffa).

## Geografie
Leží na jihozápadním okraji Tel Avivu, cca 1 kilometr od pobřeží Středozemního moře a cca 1,5 kilometru jižně od historického jádra Jaffy, v nadmořské výšce okolo 20 metrů. Severovýchodně od ní leží čtvrť Dakar, na severu Cahalon, na jihovýchodě Giv'at ha-Temarim, na severozápadě Adžami a na jihozápadě Giv'at Alija. Na jihu s ní sousedí čtvrť Neve Golan (neboli Jafo Gimel).

## Popis čtvrti
Čtvrť volně vymezují ulice Sderot Jerušalajim, Sderot ha-Bešt a Šivtej Jisrael. Zástavba má charakter husté městské výstavby.